# Lisselacksen
Lisselacksen är en sjö i Rättviks kommun i Dalarna och ingår i Dalälvens huvudavrinningsområde. Sjön har en area på 0,161 kvadratkilometer och ligger 193,2 meter över havet. Vid provfiske har abborre och gers fångats i sjön.

## Delavrinningsområde
Lisselacksen ingår i det delavrinningsområde (676178-146897) som SMHI kallar för Utloppet av Lisselacksen. Medelhöjden är 224 meter över havet och ytan är 4,1 kvadratkilometer. Det finns ett avrinningsområde uppströms, och räknas det in blir den ackumulerade arean 32,57 kvadratkilometer. Vattendraget som avvattnar avrinningsområdet har biflödesordning 5, vilket innebär att vattnet flödar genom totalt 5 vattendrag innan det når havet efter 311 kilometer. Avrinningsområdet består mestadels av skog (77 procent). Avrinningsområdet har 0,16 kvadratkilometer vattenytor vilket ger det en sjöprocent på 3,8 procent.